# 汤淼
汤淼（1982年5月4日—），中国男子排球运动员，曾为中国男排主力。汤披7号球衣，身高2.03米，体重85公斤，场上位置为接应二传。

## 经历
汤淼出生于上海，2001年入选中国国家男排，2004-2007年率领上海男排连续四次获得全国男排甲级联赛冠军。2007年6月15日，汤淼在随上海男排赴俄罗斯圣彼得堡参加友谊交流活动时神秘受伤，第六颈椎爆裂性骨折造成脊髓完全损伤，胸部以下瘫痪。
汤淼已于2007年结婚，前妻周苏红是中国女排主力接应二传。2012年，汤淼從上海大學畢業。
2017年2月，前中国男排名将汤淼喜得千金，而中国女排名将周苏红成为孩子的干妈，起名叫“臻臻”。